# Celso Calvetti
Celso Calvetti (Ravenna, 3 agosto 1890 – 1986) è stato un politico italiano, deputato e podestà di Ravenna.

## Biografia
Ragioniere, già amministratore del consorzio agrario ravennate, nel 1921 fu tra i fondatori del fascio locale e nel 1923 fu eletto sindaco della sua città. Fu in seguito podestà e, tra il 1929 e il 1943, deputato alla camera dei fasci e delle corporazioni. Fu anche segretario federale del PNF dal 1926 al 1928.